# Sture Lundberg
Sture Fredrik Lundberg, född 26 februari 1900 i Helsingborg, död 13 oktober 1930 på Serafimerlasarettet i Stockholm (kyrkobokförd i Göteborg), var en svensk målare, tecknare och grafiker.
Han var son till godsägaren Nils Fredrik Lundberg och Elisabeth Gustafsson. Under sin uppväxt i Linköping lyckades han utan föräldrarnas vetskap skolka från undervisningen i två år då han endast ägnade sig åt teckning och måleri. Han studerade vid Althins målarskola i Stockholm 1918 och fortsatte därefter sina studier i Köpenhamn och München. Han bosatte sig 1920 i Florens varifrån han gjorde kortare utflykter till Positano och Florens omgivningar för att måla. Han var verksam i Florens fram till nyåret 1926 innan han återvände till Sverige på grund av att han drabbades av tuberkulos. Efter sanatorievård i Stockholm och Norge kom han sommaren 1926 till Göteborg där han medverkade med arbeten från 1920–1924 i Göteborgsmålarnas julutställning vilken kom att bli den enda utställning han medverkade i. Efter två år i Göteborg flyttade han till Venedig där hans hälsa långsamt försämrades. En minnesutställning med hans konst visades på Svensk-franska konstgalleriet i Stockholm 1950 vilken gav honom ett senkommet erkännande som konstnär. Bland hans offentliga arbeten märks en altaruppsats för Brålanda kyrka i Dalsland. Hans konst består av stilleben, figurinteriörer, bibliska motiv och italienska landskap samt blyertsteckningar. Lundberg är representerad vid Moderna Museet i Stockholm.

## Sture Lundbergs stiftelse
I sitt testamente förordnade Lundberg att avkastningen från hans förmögenhet på över 250 000 kronor skulle tillfalla "medellösa sjuklingar utskrivna från Serafimerlasarettet" (senare ändrat till "behövande och arbetslösa patienter inom Stockholms läns landsting"). Släktingar bestred testamentet men år 1935 fastställde Högsta domstolen två underrätters beslut att legatet var giltigt.
Lundberg är gravsatt i sina föräldrars grav på Hagebyhöga kyrkogård.